# Robert Held (Industrieller)
Robert Carl Ernst Held (* 2. Oktober 1862 in Berlin; † 9. Dezember 1924 ebenda) war ein deutscher Kaufmann und Unternehmer. Unter seiner Leitung entwickelte sich die C. Lorenz AG, aus der 1958 die Standard Elektrik Lorenz AG (SEL) hervorging, zu einem der führenden Hersteller von Geräten und Anlagen der drahtlosen und drahtgebundenen Kommunikationstechnik.

## Leben
Robert Held war Sohn des Posamentierers Heinrich Friedrich Julius Robert Held und der Bäckerstochter Karoline Sandeck. Er absolvierte eine kaufmännische Lehre und arbeitete zunächst im Textilgewerbe, der Familientradition folgend. Sein Großvater, also der Vater seines Vaters, war Tuchmacher aus Goldberg in Schlesien. Im Alter von 27 Jahren stieß Robert Held in einer Berliner Tageszeitung auf eine Anzeige, dass die Telegraphenbauanstalt C. Lorenz in der Prinzessinnenstraße 21, Quergebäude, III. Stock nach dem Tod ihres Inhabers Carl Lorenz zu verkaufen sei. Ob er nur ein beliebiges anderes Tätigkeitsfeld suchte, weil die bisherige Arbeit nicht seiner Neigung oder Begabung entsprach, oder ob er ein besonderes Interesse an der neuen Technik hatte, die sich seit Gründung der Bell Telephone Company im Jahr 1877 durch Alexander Graham Bell von den Vereinigten Staaten nach Berlin verbreitet und mit dem Bau der preußischen Eisenbahnen schnell weiterentwickelt hatte, jedenfalls trat er sofort mit der Witwe des Carl Lorenz in Verbindung.

### Telegraphenbauanstalt C. Lorenz

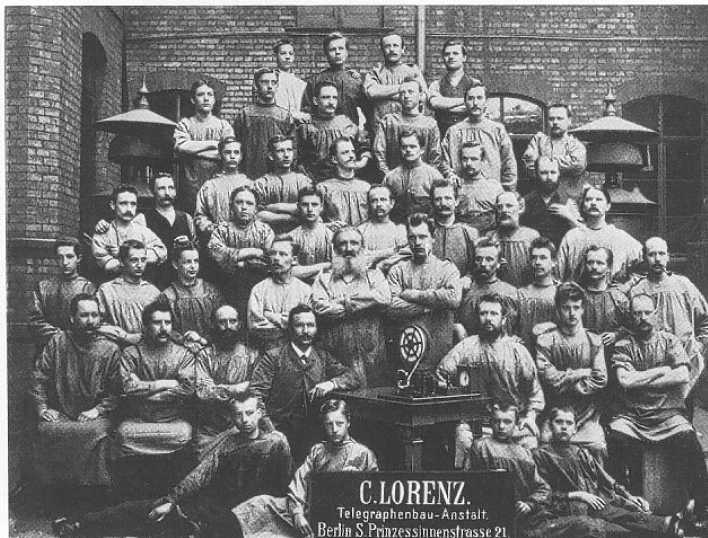
C. Lorenz Telegraphenbau-Anstalt, Prinzessinnenstraße 21 (heute Berlin-Kreuzberg), um 1883, noch vor der Übernahme

Die Vertragsparteien wurden sich schnell darüber einig, dass Held die Firma gegen Zahlung von 50.000 Mark als alleiniger Eigentümer übernehmen sollte. Alfred Lorenz, der jüngere Bruder und langjährige Werkmeister des Gründers, der das Unternehmen nach dessen Todesfall auch vorübergehend geführt hatte, blieb als Technischer Leiter. Im Jahr 1890, also zum Zeitpunkt des Kaufs, beschäftigte die zehn Jahre zuvor gegründete Telegraphenbauanstalt etwa 20 Mechaniker, die hauptsächlich Morseapparate bauten. Die kaufmännische Leitung übernahm er sofort mit straffer Hand und führte eine neue Buchhaltung und Lohnabrechnung nach kaufmännischen Grundsätzen ein. Für die technische Seite musste er sich erst in die für ihn neue Materie einarbeiten. Das scheint ihm aber zumindest so weit sehr schnell gelungen zu sein, dass er eine komplette Reorganisation des Betriebs vornehmen konnte. Neben der Einrichtung eines Lagers mit strenger Bestandskontrolle und der Trennung von Schlosserei und Feinmechanik, führte er eine rationelle Arbeitsteilung und Leistungslohn bei nur neun Stunden Arbeitszeit pro Tag ein. Letzteres stand im deutlichen Gegensatz zum damals üblichen Zwölfstundentag und war praktisch eine soziale Großtat.
Die Eisenbahntelegraphenwerkstatt am Görlitzer Bahnhof war einer der Hauptabnehmer des Unternehmens für Streckenläutwerke. Der dort als Abteilungsleiter tätige Telegrapheninspektor Hermann Hattemer wurde für Robert Held zu einem Mentor und Berater. Hattemer brachte zahlreiche Ideen für die Weiterentwicklung der von C. Lorenz gebauten Signalapparate ein, die dafür in Fachzeitschriften und Fachbüchern als besonders fortschrittlich gewürdigt wurden. Auf der Internationalen Elektrotechnischen Ausstellung 1891 in Frankfurt am Main, stellte das Unternehmen seine Produkte erstmals in großer Öffentlichkeit aus. Der Betrieb wuchs und nach drei Jahren hatte er sich auf drei Stockwerke ausgedehnt und die Zahl seiner Arbeiter verfünffacht.
Von Carl Friedrich Lewert (* 1808) oder dessen Erben übernahm Robert Held im Jahr 1893 die Telegraphen-Bauanstalt C. F. Lewert in Berlin am Luisen Ufer 11. Deren Vorläufer war schon im Jahr 1800 vom Mechaniker David Friedrich Lewert (1779–1863) gegründet worden und hatte ab 1851 die ersten deutschen Morse-Telegraphen in Preußen verbreitet. Der Betrieb hatte im Jahr 1893 etwa 30 Arbeiter und war ein Auftragnehmer der Reichspost für den Bau von Telefonapparaten.
Mehrere hundert Morseapparate wurden von C. Lorenz jedes Jahr auch nach Russland geliefert. Als er davon hörte, der russische Finanzminister Sergei Juljewitsch Witte habe seinen Behörden nahegelegt, ihre Aufträge an Unternehmen im eigenen Land zu erteilen, entschied sich Held auf Anraten seiner russischen Handelsvertreter, eine Zweigniederlassung in St. Petersburg einzurichten. Im Interesse der Landesverteidigung trieb der russische Zar Nikolaus II. den Ausbau des Eisenbahnnetzes voran, so dass für das Geschäft der C. Lorenz vor Ort ein starkes Wachstum zu erwarten war. Die Leitung der zu Jahresmitte 1900 mit 30 Arbeitern eröffneten Werkstatt übernahm der Mitarbeiter Trepplin. Um mit der erfolgreichen Geschäftsentwicklung Schritt zu halten, zog die Werkstatt im Jahr 1904 in ein eigenes Fabrikgebäude.

### C. Lorenz AG

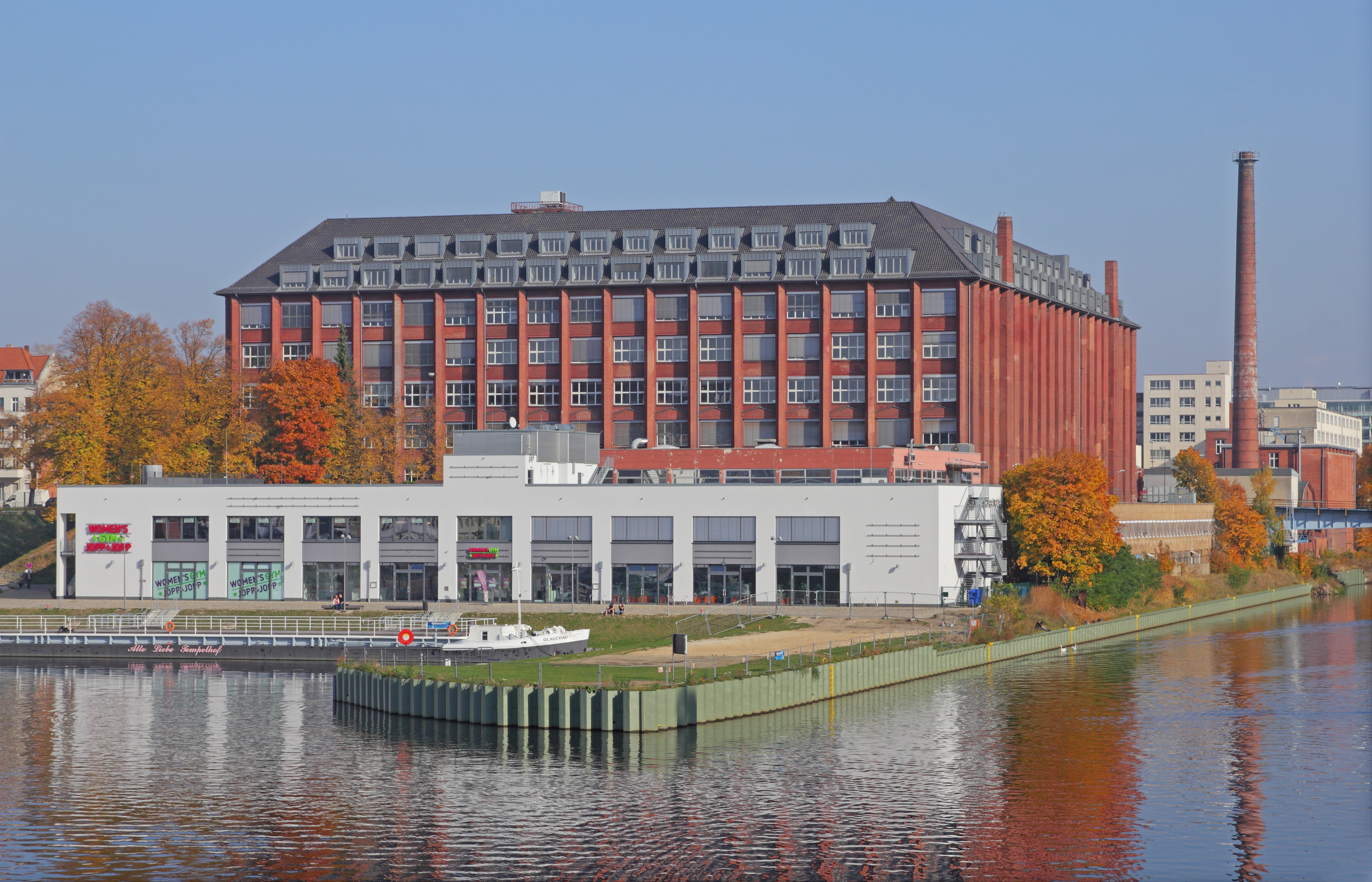
C. Lorenz AG, Firmensitz ab 1917 in Berlin-Tempelhof am Teltowkanal, heute Industriedenkmal (Foto 2012)

Der Funkpionier Eugen Nesper stieß um 1905 zu dem kleinen Unternehmen und beschrieb seine erste Begegnung mit dem Chef so:
„An einem vor einem großen Geldschrank aufgestellten Schreibtisch saß ein Herr in abgewetzter Jacke und einem alten Tirolerhut auf dem Kopf.“
Er kritisierte Helds unprofessionellen Umgang mit Technik. Held hatte zum Beispiel Kisten mit Haustelefonen (Pherophonen) an den Kaiser von Äthiopien, Menelik den Großen, adressiert. Um Schrauben zu sparen, wurden die Hörmuscheln mit Wachskitt zusammengehalten. Nespers Einwand, diese Klebemasse würde die tropische Hitze nicht überstehen, wischte Held vom Tisch, indem er konstatierte, in Äthiopien sei es gar nicht so heiß. Die Geräte kamen geschmolzen beim Kaiser an, der sich dafür herzlich bedankte.
Nachdem der Hauptbetrieb von C. Lorenz in Berlin mehrmals den Standort gewechselt hatte, mietete Held geeignete Räume am Elisabethufer (gegenüber dem Luisenufer, heute: Leuschnerdamm/Erkelenzdamm), aber es wurden immer größere Geldmittel erforderlich, um den schnellen Ausbau der Fertigung zu finanzieren. Daher wandelte Held die Firma aus seinem Privatbesitz in eine Aktiengesellschaft um. Die C. Lorenz AG startete im Jahr 1906 mit einem Kapital von 1,4 Mio. Mark. Im gleichen Jahr erwarb das Unternehmen eine Lizenz zur Nutzung der Patente für den 1903 vom dänischen Ingenieur Valdemar Poulsen erfundenen Lichtbogensender. Der Erfinder hatte sich an das Unternehmen gewandt, nachdem seine eigene Firma, die Amalgamated Radio Telegraph Company Ltd. ihr erstes Betriebskapital schon im Testbetrieb verbraucht hatte. Die Anwendung blieb zwar auf das militärische Gebiet beschränkt, aber mit ständig zunehmender Zahl an Aufträgen für Poulsen-Sender von Heer und Marine für Festungsstationen und Kriegsschiffe wuchs die C. Lorenz AG bis zum Beginn des Ersten Weltkriegs auf eine Belegschaft von etwa 3000 Mitarbeitern an. Die Produktion umfasste Telegraphen- und Telephonapparate für Post, Eisenbahn, Schiffe, Fabriken und Gruben, Signaleinrichtungen aller Art, Stationen für drahtlose Telegraphie und Telefonie, Rohrpostanlagen, Feuermeldeanlagen, Beleuchtungs- und Zündapparate für Kraftfahrzeuge. Im Jahr 1917 wurde ein nach Plänen des Architekten Karl Stodieck neu erbautes Fabrikgebäude am Teltowkanal in Berlin-Tempelhof in Betrieb genommen.
Nach dem Krieg musste er seine Produktion auf zivile Erzeugnisse umstellen. In diesem Zusammenhang begann die C. Lorenz AG ab 1924 von ihrer seit 1909 betriebenen Versuchsfunkstelle Eberswalde mit ersten Rundfunk-Experimenten auf Kurzwelle, ab 1928 Mittelwelle. Der Siegeszug des Rundfunks in Deutschland konnte aber erst nach Überwindung der Inflation beginnen. Robert Held erlebte nur noch den Beginn dieser Ära.

## Familie
Robert Held war mit Agnes Wolf (1855–1939) verheiratet, der Witwe des Kaufmanns Wolf. Sie brachte ihren Sohn Georg aus erster Ehe mit, der das Gymnasium in Berlin besuchte und anschließend an der Technischen Hochschule in Charlottenburg Maschinenbau und Elektrotechnik studierte. Nach praktischer Ausbildung in einer amerikanischen Telefonfabrik von 1901 bis 1904, trat Georg Wolf als Ingenieur in die Firma ein. Bei Umwandlung zur Aktiengesellschaft erhielt er Prokura, wurde im Jahr 1908 Mitglied des Vorstandes und nach Robert Helds Tod schließlich Generaldirektor.
Roberts Bruder Otto Held gründete 1872 mit dem Kaufmann August Francke die Berliner Bauunternehmung Held & Francke und leitete sie bis zu seinem Ausscheiden aus gesundheitlichen Gründen im Jahr 1912.

## Nachwirkung
Unter der Leitung von Robert Held entwickelte sich die C. Lorenz AG von einer Werkstatt zum Großunternehmen. Sechs Jahre nach seinem Tod übernahm 1930 die Standard Elektrizitätsgesellschaft (SEG), eine Tochter der US-amerikanischen International Telephone and Telegraph Company (ITT), die Mehrheit des Lorenz-Grundkapitals von 9,5 Mill. Reichsmark. Zu dieser Zeit hatte das Unternehmen ca. 2.700 Beschäftigte.
Als ITT-Tochter übernahm die C. Lorenz AG 1940 die Pforzheimer G. Schaub Apparatebau-GmbH und produzierte ab 1955 unter der gemeinsamen Marke Schaub-Lorenz. Im Jahr 1958 wurde sie mit der Standard Elektrik AG, zu der auch Mix & Genest gehörte, auf die Standard Elektrik Lorenz AG (SEL) mit Sitz in Stuttgart-Zuffenhausen verschmolzen. Im Jahr 1976 hatte SEL 33.000 Beschäftigte und erzielte einen Umsatz von 12,6 Mrd. DM.
In den Folgejahren büßte die SEL-Firmengruppe aber an Größe und Bedeutung wieder ein. 1988 wurde das Unternehmen von der französischen Alcatel übernommen und 1993 in Alcatel SEL AG umbenannt. Mit der Fusion von Alcatel und Lucent Technologies zum Telekommunikationsausrüster Alcatel-Lucent im Dezember 2006 wurden die Deutschland-Töchter beider Unternehmen zur Alcatel-Lucent Deutschland AG zusammengeführt, die Ende 2014 nur noch etwa 1800 Mitarbeiter beschäftigte.